# Mera (rivier)

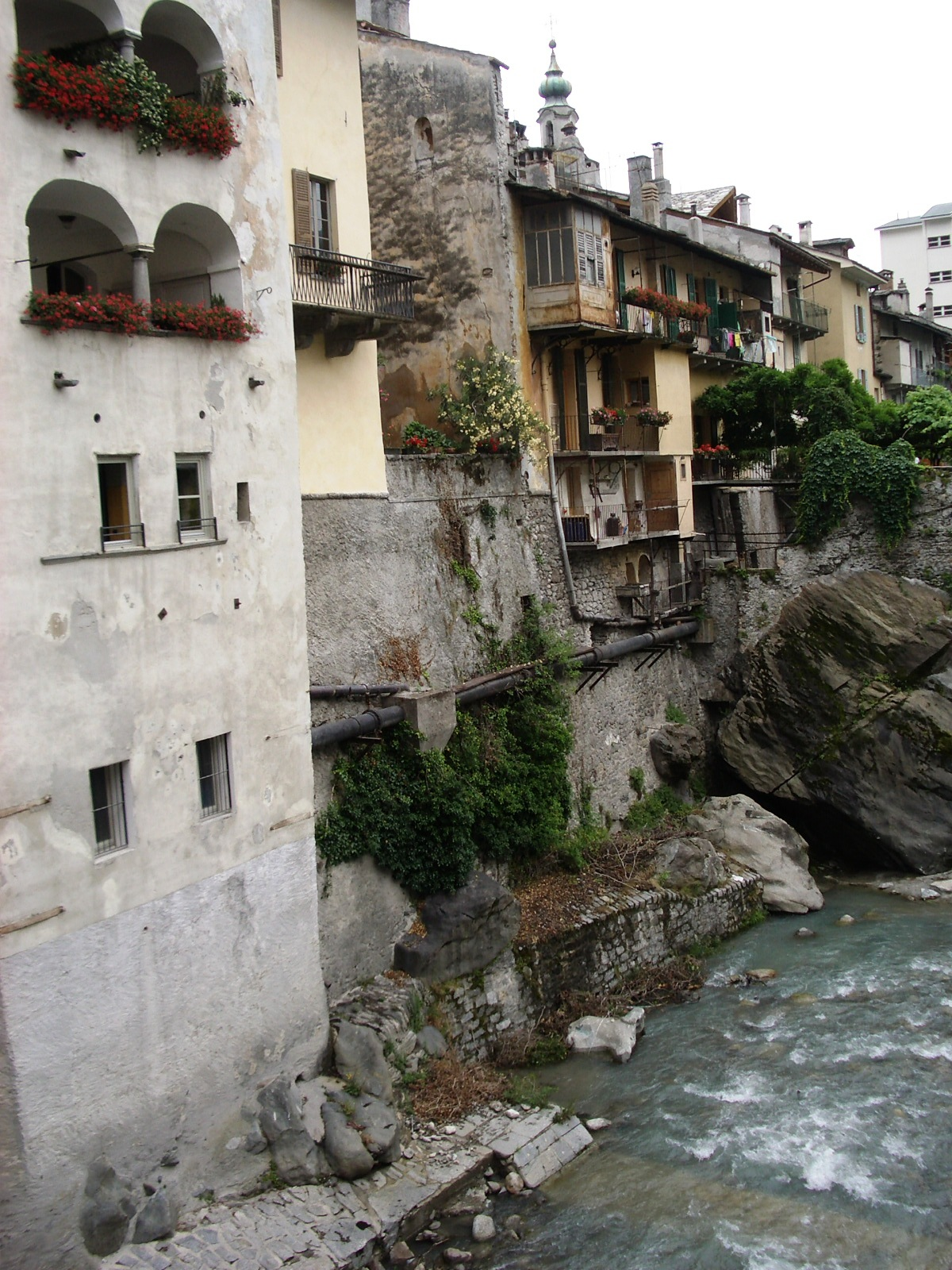
De Mera bij Chiavenna

De Mera (Italiaans, Duits) of Maira (Lombardisch, Reto-Romaans) is een rivier die door het Zwitsers-Val Bregaglia en dwars door de Italiaanse stad Chiavenna stroomt. Ze is 50 kilometer lang.
De oorsprong van de Maira ligt in Piz Duan in het Zwitserse kanton Graubünden. Vandaar loopt de rivier langs Val Bregaglia in oost-westelijke richting. Na Castasegna komt hij de Italiaanse provincie Sondrio binnen. Bij Chiavenna stroomt de Mera in zuidelijke richting door de Chiavennavlakte, het Mezzolameer vormend. Dan stroomt hij door de Spagnavlakte en arriveert hij bij Gera Lario aan het Comomeer in de provincie Como.
- Gemeinsame Normdatei: 4653378-3